# Segunda División de Nicaragua 2011-12
La Segunda División de Nicaragua 2011-12 fue la temporada 2011-12 de este torneo organizado por la Federación Nicaragüense de Fútbol (Fenifut), y es la que sigue en categoría a la Primera División. Se disputó durante el Segundo Semestre del año 2011 y Primer Semestre del año 2012.
Constó de 38 clubes, cuatro de Managua, tres de Carazo y Granada, y uno cada uno de los departamentos de Masaya, León, Matagalpa y Jinotega.
Posee un sistema de Ascensos y Descensos con la Primera División y con la Tercera División.

## Datos Preliminares
Campeón Temporada 2010-2011:Juventus FC(en Primera División).

Descendidos 2010-2011:Xilotepelt y América.

Ascendidos 2011:San Francisco, Brumas de Jinotega, Nandasmo y Mina FC.

* Se ha reducido ha 14 el número de Equipos.

* Se Ascendió a los semifinalistas de la Tercera División 2011 Nandasmo y Mina FC para aumentar el número de participantes.

## Formato

### Relevo de Clubes

#### Primera División
Ascenso Directo: Campeón Nacional de Segunda División.
Ascenso y Descenso Vía Promoción: Subcampeón Nacional de Segunda División se enfrentara al Séptimo Lugar de la Tabla de las sumas de las Temporadas Regulares de Primera División. Ganador juega en Primera División, Perdedor en Segunda División.
Descenso Directo: Último Lugar de la Tabla de las sumas de las Temporadas Regulares de Primera División.

## Equipos
| Equipo                    | Departamento | Ciudad     | Estadio                       |
| ------------------------- | ------------ | ---------- | ----------------------------- |
| San Francisco             | Carazo       | Diriamba   | Escuela de Talentos           |
| San Marcos                | Carazo       | San Narcos | Olímpico Leonardo García Jara |
| Xilotepelt Fútbol Club    | Carazo       | Jinotepe   | Pedro Selva                   |
| Fútbol Club Caritas Sport | Granada      | Granada    | INTECNA                       |
| KW Granada                | Granada      | Granada    |                               |
| Atletic Club Chile Diria  | Granada      | Diria      | Diriangén                     |
| Brumas de Jinotega        | Jinotega     | Jinotega   | Municipal de Jinotega         |
| Mina Fútbol Club          | León         | León       |                               |
| Real Xolotlan             | Managua      | Managua    |                               |
| Santos Junior             | Managua      | Managua    |                               |
| UNAN                      | Managua      | Managua    | Campo de la UNAN              |
| Salem Tipitapa            | Managua      | Tipitapa   | La Villa                      |
| Nandasmo                  | Masaya       | Nandasmo   | Campo Cafetal                 |
| Bethel Matagalpa          | Matagalpa    | Matagalpa  | Elías Alonso                  |

## Torneo de Apertura

### Temporada regular
| Equipo           | Pts | PJ | PG | PE | PP | GF | GC | Dif |
| ---------------- | --- | -- | -- | -- | -- | -- | -- | --- |
| San Marcos       | 3   | 1  | 1  | 0  | 0  | 6  | 0  | +6  |
| Xilotepelt       | 3   | 1  | 1  | 0  | 0  | 5  | 2  | +3  |
| Santos Junior    | 3   | 1  | 1  | 0  | 0  | 3  | 0  | +3  |
| Real Xolotlan    | 3   | 1  | 1  | 0  | 0  | 3  | 1  | +2  |
| Bethel Matagalpa | 3   | 1  | 1  | 0  | 0  | 2  | 0  | +2  |
| UNAN             | 3   | 1  | 1  | 0  | 0  | 2  | 1  | +1  |
| Mina             | 3   | 1  | 1  | 0  | 0  | 2  | 1  | +1  |
| Caritas          | 0   | 1  | 0  | 0  | 1  | 1  | 2  | -1  |
| Chile Diria      | 0   | 1  | 0  | 0  | 1  | 1  | 2  | -1  |
| San Francisco    | 0   | 1  | 0  | 0  | 1  | 0  | 2  | -2  |
| Salem Tipitapa   | 0   | 1  | 0  | 0  | 1  | 1  | 3  | -2  |
| Jinotega         | 0   | 1  | 0  | 0  | 1  | 0  | 3  | -3  |
| KW Granada       | 0   | 1  | 0  | 0  | 1  | 2  | 5  | -3  |
| Nandasmo         | 0   | 1  | 0  | 0  | 1  | 0  | 6  | -6  |

| San Marcos         | 6-0 | Nandasmo      | Cacique Diriangén     | 25 de septiembre | 10:00 |
| Chile Diria        | 1-2 | UNAN          | Diriangén             | 25 de septiembre | 10:00 |
| Brumas de Jinotega | 0-3 | Santos Junior | Municipal de Jinotega | 25 de septiembre | 11:00 |
| Xilotepelt         | 5-2 | KW Granada    | Pedro Selva           | 25 de septiembre | 15:00 |
| Bethel Matagalpa   | 2-0 | San Francisco | Elías Alonso          | 25 de septiembre | 15:00 |
| Caritas            | 1-2 | Mina          | INTECNA               | 25 de septiembre | 15:00 |
| Salem Tipitapa     | 1-3 | Real Xolotlan | La Villa              | 25 de septiembre | 15:00 |